# Hermann Rorschach

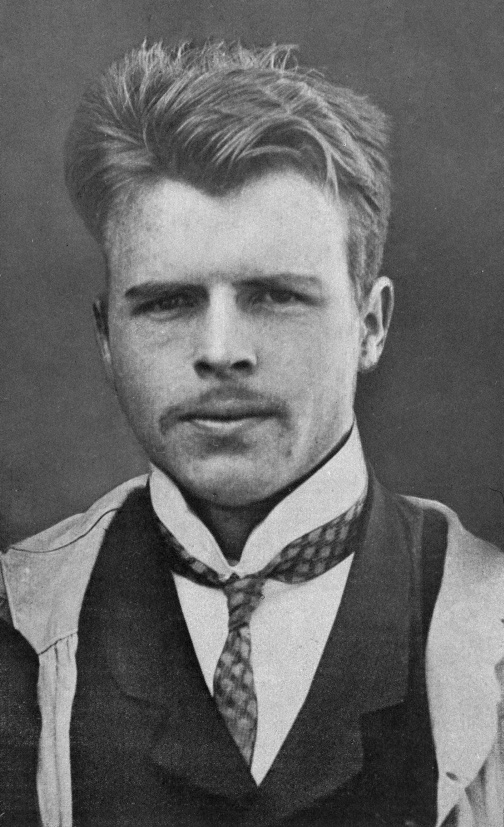
Hermann Rorschach (ca. 1910)

Hermann Rorschach (* 8. November 1884 in Zürich; † 2. April 1922 in Herisau) war ein freudianischer Schweizer Psychiater und Psychoanalytiker. Er entwickelte ein Formdeutungsverfahren („Tintenklecks-Test“), das als Rorschachtest bekannt wurde. Dieses wird bis heute eingesetzt, u. a. als Hilfsmittel zur differenzialdiagnostischen Untersuchung bei der Anamneseerhebung psychopathologischer Krankheitsbilder.

## Leben
Der 1884 in Zürich geborene Hermann Rorschach wuchs in Schaffhausen auf und besuchte dort die Kantonsschule Schaffhausen. Er wollte anfänglich Künstler werden. Schliesslich studierte er in Zürich doch Medizin mit dem Ziel, Psychiater zu werden. Er hörte u. a. Vorlesungen bei Eugen Bleuler zur allgemeinen und speziellen Psychiatrie sowie zur psychiatrischen Klinik und bei Carl Gustav Jung zur Psychopathologie der Hysterie. Nach Semestern in Zürich, Bern und Berlin schloss Rorschach sein Studium 1909 mit dem medizinischen Staatsexamen ab. Ein Jahr später heiratete er seine russische Studienkollegin Olga Stempelin, mit der er zwei Kinder hatte. Der Versuch, sich 1913 in Russland eine Existenz als Ärztepaar aufzubauen, scheiterte. Danach arbeitete er u. a. an den psychiatrischen Anstalten in Münsterlingen, Bern (Waldau) und Herisau.
Viele Jahre lang galt sein hauptsächliches Interesse der Psychoanalyse. Er wurde zum Befürworter der damals neuen psychoanalytischen Technik in medizinischen Kreisen der Schweiz. 1919 wurde er zum Vizepräsidenten der Schweizer Gesellschaft für Psychoanalyse ernannt. Sein Werk Psychodiagnostik erschien 1921.
Nach einer zu spät behandelten Blinddarmentzündung starb er am 2. April 1922 in Herisau im Alter von 37 Jahren an einer Bauchfellentzündung.

## Rorschachtest
Rorschach entdeckte 1917 die Arbeit von Szymon Hens, der die Phantasie seiner Subjekte studierte und dabei Tintenklecks-Karten verwendete. Ein Jahr später begann er seine eigenen Experimente mit 15 zufälligen Tintenklecksen. Seiner Ansicht nach ermöglichten es die subjektiven Antworten, Rückschlüsse auf Wahrnehmungsvermögen, Intelligenz und emotionale Charakteristika der untersuchten Personen zu ziehen.
Der Rorschachtest basiert auf einer von Rorschach behaupteten menschlichen Neigung, die Interpretationen und Gefühle auf mehrdeutige Anreize zu projizieren, in diesem Falle Tintenkleckse. Geübte Beobachter sind danach angeblich in der Lage, tiefere persönliche Charakterzüge und Impulse der Testpersonen genau festzulegen. Rorschach veröffentlichte die Resultate seiner Studien an 300 mentalen Patienten und 100 „normalen“ Testpersonen in Psychodiagnostik. Seine Methode wird seitdem als Werkzeug für die psychologische Bewertung und Diagnose verwendet.
Der Rorschachtest ist umstritten. Seine Befürworter sehen in ihm ein qualitativ hochwertiges Testverfahren, das eine tiefgehende Einschätzung der Gesamtpersönlichkeit erlaubt. Seine Kritiker halten dem Test die mangelnde Reliabilität entgegen.

## Trivia
- In Schaffhausen, wo er seine Kindheit und Jugend verbrachte, wurde nach ihm die Hermann-Rorschach-Strasse benannt.
- Sein Familienname diente einem der Helden in der Graphic Novel Watchmen als Vorlage. Dieser wird im Lauf der Handlung auch einem Rorschach-Test unterzogen.

## Schriften

### Artikel
- Über „Reflexhalluzinationen“ und verwandte Erscheinungen, Zeitschrift für die gesamte Neurologie und Psychiatrie 13, 1912, S. 357–400
- Reflexhalluzinationen und Symbolik, Zentralblatt für Psychoanalyse 3, 1912, S. 121–128
- Pferdediebstahl im Dämmerzustand, Archiv für Kriminal-Anthropologie und Kriminalistik 49, 1912, S. 175–180
- Ein Beispiel von mißlungener Sublimierung und ein Fall von Namenvergessen, Zentralblatt für Psychoanalyse 2, 1912, S. 403–406
- Zur Pathologie und Operabilität der Tumoren der Zirbeldrüse, Beiträge zur klinischen Chirurgie 83, 1913, S. 451–474
- Über die Wahl des Freundes beim Neurotiker, Zentralblatt für Psychoanalyse und Psychotherapie 3, 1913, S. 524–527
- Analyse einer schizophrenen Zeichnung, Zentralblatt für Psychoanalyse und Psychotherapie 4, 1913, S. 53–58
- Analytische Bemerkungen über das Gemälde eines Schizophrenen, Zentralblatt für Psychoanalyse und Psychotherapie 3, 1913, S. 270–272
- Assoziationsexperiment, freies Assoziieren und Hypnose im Dienst der Hebung einer Amnesie, Correspondenz-Blatt für Schweizer Ärzte 47, 1917, S. 898–905
- Einiges über schweizerische Sekten und Sektengründer, Schweizer Archiv für Neurologie und Psychiatrie 1, 1917, S. 254–258
- Weiteres über schweizerische Sektenbildungen, Schweizer Archiv für Neurologie und Psychiatrie 2, 1919, S. 385–388
- Ein Mord aus Aberglauben, Schweizer Volkskunde 10, 1920, S. 39–43
- Über ein wahrnehmungsdiagnostisches Experiment, Schweizer Archiv für Neurologie und Psychiatrie 6, 1920, S. 360–361

### Monographie
- Über Reflexhalluzinationen und verwandte Erscheinungen. Aus der kantonalen Irrenheilanstalt Münsterlingen (Direktor: Dr. U. Brauchli). Julius Springer, Berlin 1912, OCLC 604386455 (Dissertation, Universität Zürich, medizinische Fakultät 1912/1913).
- Psychodiagnostik : Methodik und Ergebnisse eines wahrnehmungsdiagnostischen Experiments; (Deutenlassen von Zufallsformen); mit den zugehörigen Tests bestehend aus zehn mehrfarbigen Tafeln Textbd., Ernst Bircher, Bern / Leipzig 1921, OCLC 831762276.

### Nachlass
- Emil Oberholzer (Hrsg.): Zur Auswertung des Formdeutversuchs für die Psychoanalyse, Zeitschrift für die gesamte Neurologie und Psychiatrie 82, 1923, S. 240–274
- Zwei schweizerische Sektenstifter (Binggeli und Unternährer), Imago 13 (Sonderheft), 1927, S. 395–441
- Christian Müller, Rita Signer (Hrsg.): Briefwechsel, Hans Huber, Bern 2004, ISBN 978-3-456-84044-4